# Будинок товариства «Ромашка»
Будинок товариства «Ромашка» — пам'ятка історії та архітектури у Полтаві. Будинок розташований за адресою вул. Юліана Матвійчука, 16. Збудований у 1901 році в стилі модерн за проєктом архітектора Олександра Ширшова.
Будинок мурований, двоповерховий. Розміщення на розі вулиць Ново-Петровської та Кузнецької (нині Державного прапора та Юліана Матвійчука) визначило трикутну форму плану. У залах 1-го поверху містилась аптека, на 2-му — кабінети. Добровільне благодійне медичне товариство «Ромашка» проводило боротьбу з туберкульозними захворюваннями на Полтавщині. У новому будинку було засновано дослідницький протитуберкульозний центр.
Пошкоджений у роки війни, у 1954 році відбудований для обласної контори книготоргу.